# Edina Robinson
Edina Robinson (* 7. April 1978 in Techiman, Ghana) ist eine österreichische Schauspielerin.

## Karriere
Bereits mit sechs Jahren entdeckte sie ihre Leidenschaft für das Tanzen. Sie machte eine Ausbildung zur Hotel- und Gastgewerbe-Assistentin, nebenbei arbeitete sie als Model und Tänzerin. Im Anschluss daran machte sie ihr Hobby zum Beruf. Sie modelte unter anderem für Escada, Joop und Betty Barclay, sie tanzte u. a. bei Lou Bega in Mambo No. 5, I Got a Girl, Tricky, Tricky und Mambo Mambo. Einige Video- und Live-Auftritte hatte sie bei Wetten, dass..?, Comet, The Dome und anderen.
Parallel dazu nahm Robinson privaten Schauspiel- und Gesangsunterricht. Ihre ersten Fernsehauftritte als Schauspielerin hatte sie in Die Rote Meile (1999), Hilfe, dein Mann geht uns fremd (1999), Gute Zeiten, schlechte Zeiten (1999), Für alle Fälle Stefanie (2001) und Klinikum Berlin Mitte – Leben in Bereitschaft (2002).
In Hinter Gittern – Der Frauenknast spielte Robinson 2000 bis 2002 als Insassin Denise Hartung ihre erste Serienhauptrolle. 2007 sah man sie in der Sat.1-Serie GSG 9 – Ihr Einsatz ist ihr Leben.